# Cryptosulidae
Famille
Les Cryptosulidae sont une famille d'ectoproctes de l'ordre des Cheilostomatida.

## Liste des genres
Selon World Register of Marine Species (21 avril 2016) :
- genre Cryptosula Canu & Bassler, 1925
- genre Harmeria Norman, 1903